# Pillaia kachinica
Pillaia kachinica är en fiskart som beskrevs av Kullander, Britz och Fang 2000. Pillaia kachinica ingår i släktet Pillaia och familjen Chaudhuriidae. IUCN kategoriserar arten globalt som otillräckligt studerad. Inga underarter finns listade i Catalogue of Life.